# Wrayanna
Wrayanna là một chi ốc có mài nhỏ sống ở đầm ngập mặn là động vật thân mềm chân bụng, trong họ Assimineidae.

## Các loài
Các loài thuộc chi Wrayanna bao gồm: 
- Wrayanna soluta